# Бербоєнь
Бербоєнь (рум. Bărboieni) — село у Ніспоренському районі Молдови. Утворює окрему комуну.

## Населення
За даними перепису населення 2004 року у селі проживали 874 особи.
Національний склад населення села:
| Національність       | Кількість осіб | Відсоток   |
| -------------------- | -------------- | ---------- |
| молдавани румуни     | 849 13         | 97,1% 1,5% |
| українці             | 7              | 0,8%       |
| росіяни              | 2              | 0,2%       |
| болгари              | 2              | 0,2%       |
| інша / без відповіді | 1              | 0,1%       |
| Всього               | 874            | 100%       |